# MRE

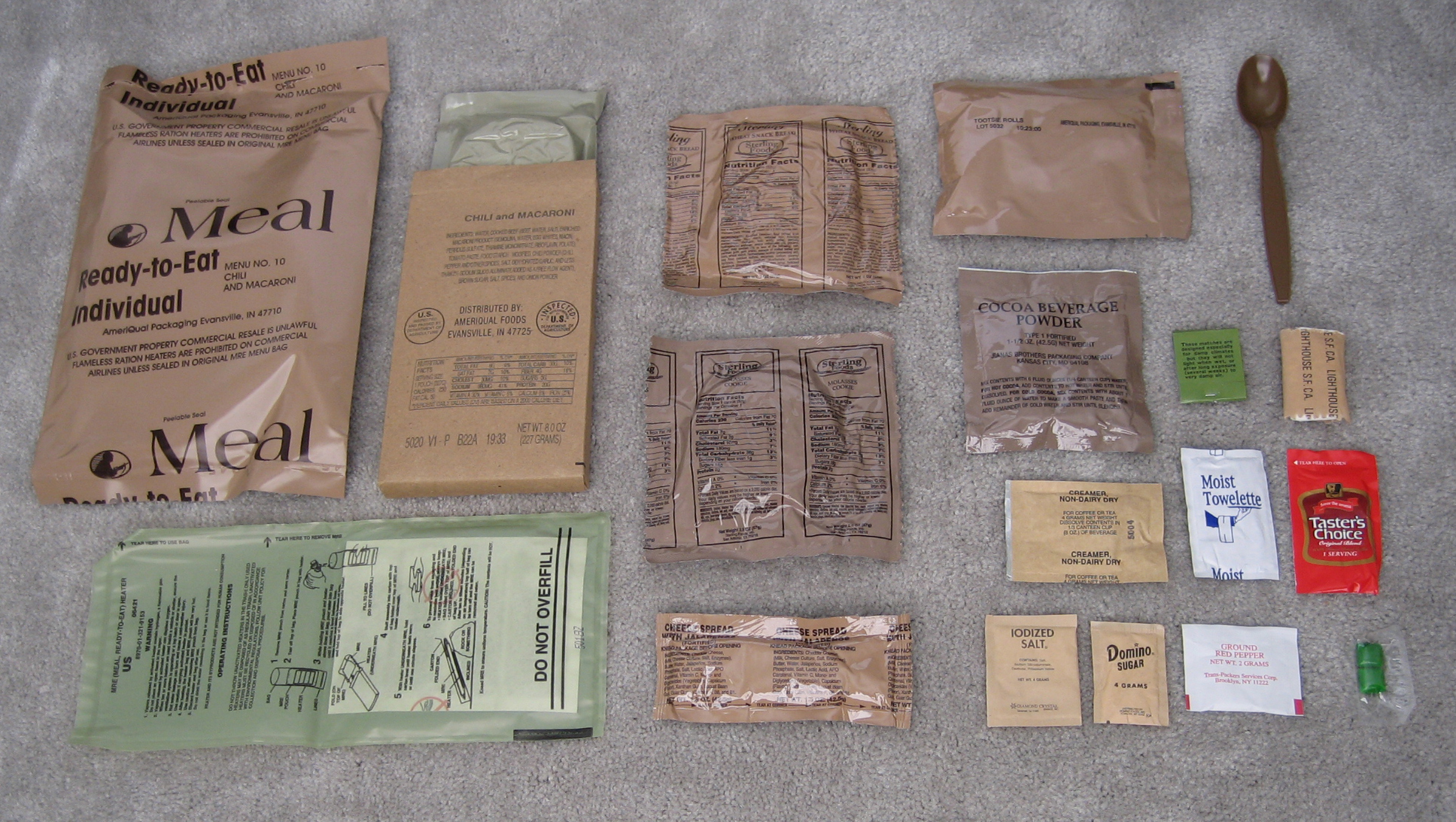
2005년 허리케인 리타가 미국 본토를 강타한 직후 미국 주방위군에 의해 주민에게 배포된 MRE

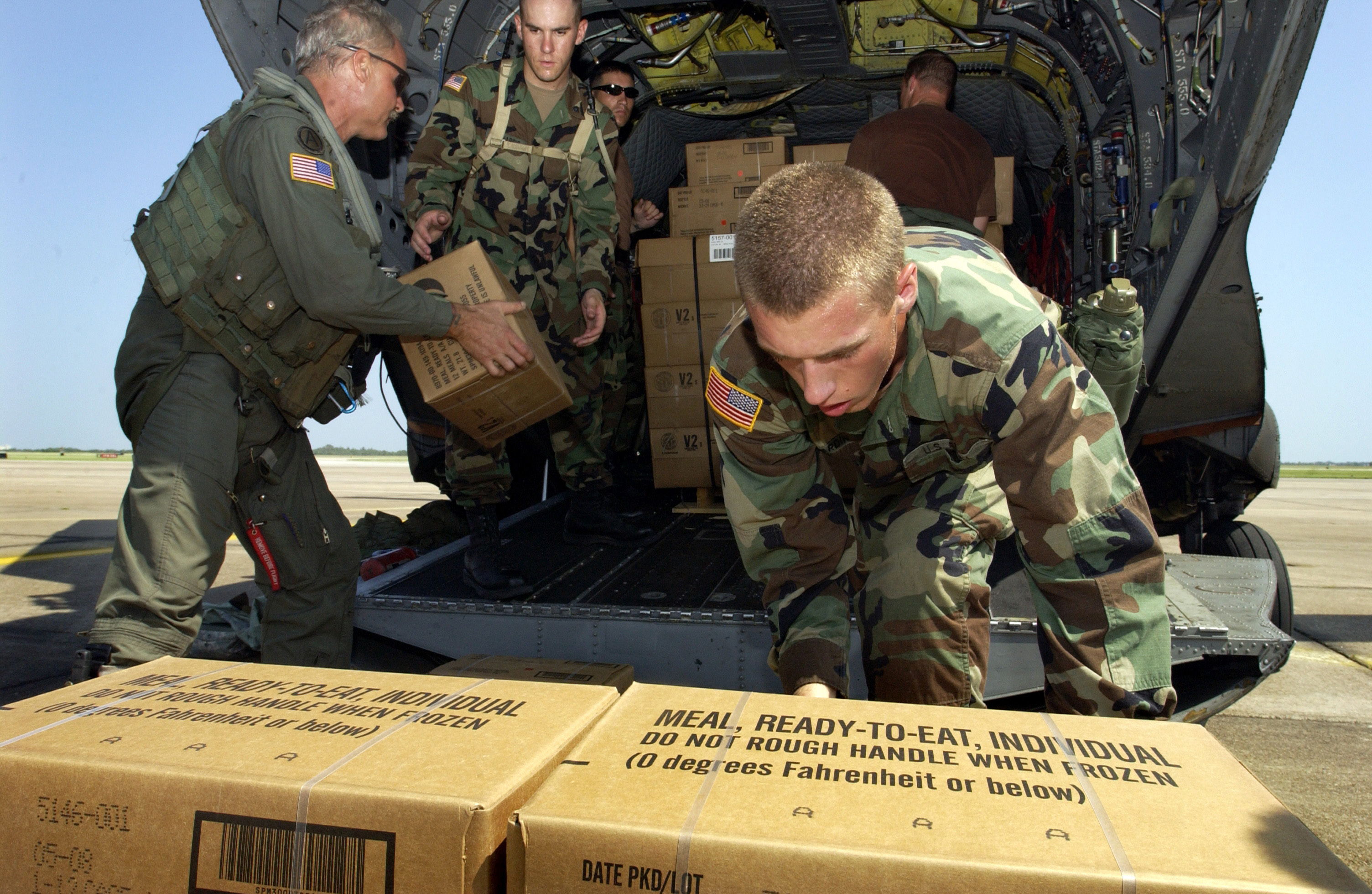
2005년 허리케인 리타가 미국 본토를 강타한 직후 미군이 CH-47 치누크 헬기에서 MRE를 하역하고 있다. 연방재난관리청의 긴급구제 지시로 MRE가 수해민들에게 배포되었다.

MRE(영어: Meal, Ready-to-Eat)는 미군의 전투 식량이다. 2011년 현재 MRE 제조사는 미국의 Ameriqual Packing, The Wonick Company, Sopakco의 세 회사이며 각 회사가 협동하여 제조하여 한 봉지 내에 각 회사의 물품이 들어있을 수 있다. MRE에는 24가지의 메뉴가 있다. 이 중 채식주의자 식단도 있고 대부분 고기류를 주로 이룬다. "방부제 덩어리"라는 오명을 얻기도 하지만 방부제는 사용되지 않고 있다. 현재 손쉽게 구할 수 있는 MRE들은 주한미군 기지에서 유출된 엄연한 군용 물품이기에 상업적 재판매를 할 경우 처벌을 받을 수 있다.

## 카페인
2차 세계대전을 끝낼 때, 미국 군대가 남한을 점령하며 1회용 인스턴트 커피를 갖고 왔고, 이것이 유출되면서 커피를 대중이 먹을 수 있게 되었다. 그 전엔 커피는 부자들만 마시는 것으로 간주되었다. Meal, Ready to Eat에는 인스턴트 커피가 들어 있다. 군인들에게 먹이는 인스턴트 커피는 전투중 피로를 방지하려고 카페인을 더 넣어서, 과음하면 잠을 잘 수 없다.
2003년의 이라크전에서 미국 군인이 하루 4시간 정도밖에 자지 못하게 강요당했고, 피곤해서 정신이 흐려져 미국 군인을 쏴 죽이기도 하였다. 지상군 병사들은 동결건조한 인스턴트 커피 분말을 수시로 입안에 직접 털어넣으며 카페인의 힘을 빌어 졸음과의 '또 다른 전쟁'을 벌이고 있다.

## 구성품
2019년 생산품 기준 총 24가지 메뉴가 존재한다.
이중 11번, 12번, 13번, 14번의 경우 채식주의자 메뉴이다.
채식주의자 메뉴의 구성품은 파스타 위주로 구성되어 있다.
11번의 경우
타코 스타일 소스에 파스타와 야채 무너질 수 있다.
사과 소스, 탄수화물 강화
애플 시나몬맛 에너지바
땅콩조각 땅콩 버터
호두 까는 기구
할라피뇨 캐슈
프랑스 바닐라 카푸치노 음료 믹스
칠리와 라임 핫 소스
액세서리 패킷 B
이렇듯 메뉴가 구성되어 있다. 액세서리 패킷은 A와 B와 C로 구성되어 있는데,
A는 커피, 화장지, 크림, 소금, 무설탕 껌, 성냥 등으로 구성되어 있다.

## 같이 보기
- 미군 초콜릿
- C-레이션